# Diocesi di Rapid City
La diocesi di Rapid City (in latino Dioecesis Rapidopolitana) è una sede della Chiesa cattolica negli Stati Uniti d'America suffraganea dell'arcidiocesi di Saint Paul e Minneapolis. Nel 2023 contava 23.668 battezzati su 245.000 abitanti. È retta dal vescovo Scott Edward Bullock.

## Territorio
La diocesi comprende la parte occidentale dello stato americano del Dakota del Sud, ad ovest del fiume Missouri.
Sede vescovile è la città di Rapid City, dove si trovano la cattedrale di Nostra Signora del Perpetuo Soccorso e l'ex cattedrale dell'Immacolata Concezione di Maria. A Lead sorge la chiesa di San Patrizio, già cattedrale della diocesi di Lead.
Il territorio si estende su 111.327 km² ed è suddiviso in 72 parrocchie.

## Storia
La diocesi di Lead fu eretta il 4 agosto 1902 con il breve Quae rei sacrae di papa Leone XIII, ricavandone il territorio dalla diocesi di Sioux Falls.
Il 1º agosto 1930 in forza della bolla Apostolicis Litteris di papa Pio XI la sede vescovile è stata trasferita da Lead a Rapid City, la diocesi ha assunto il nome attuale, ed è stata eretta la nuova cattedrale al posto di quella di San Patrizio nella città di Lead.

## Cronotassi dei vescovi
Si omettono i periodi di sede vacante non superiori ai 2 anni o non storicamente accertati.
- John Stariha † (2 settembre 1902 - 29 marzo 1909 dimesso[1])
- Joseph Francis Busch † (9 aprile 1910 - 19 gennaio 1915 nominato vescovo di Saint Cloud)
- John Jeremiah Lawler † (29 gennaio 1916 - 11 marzo 1948 deceduto)
- William Tibertus McCarty, C.SS.R. † (11 marzo 1948 succeduto - 11 settembre 1969 ritirato[2])
- Harold Joseph Dimmerling † (11 settembre 1969 - 13 dicembre 1987 deceduto)
- Charles Joseph Chaput, O.F.M.Cap. (11 aprile 1988 - 18 marzo 1997 nominato arcivescovo di Denver)
- Blase Joseph Cupich (6 luglio 1998 - 30 giugno 2010 nominato vescovo di Spokane)
- Robert Dwayne Gruss (26 maggio 2011 - 24 maggio 2019 nominato vescovo di Saginaw)
- Peter Michael Muhich † (12 maggio 2020 - 17 febbraio 2024 deceduto)[3]
- Scott Edward Bullock, dal 25 giugno 2024

## Statistiche
La diocesi nel 2023 su una popolazione di 245.000 persone contava 23.668 battezzati, corrispondenti al 9,7% del totale.
| anno | popolazione | popolazione | popolazione | presbiteri | presbiteri | presbiteri | presbiteri                | diaconi | religiosi | religiosi | parrocchie |
| anno | battezzati  | totale      | %           | numero     | secolari   | regolari   | battezzati per presbitero | diaconi | uomini    | donne     | parrocchie |
| ---- | ----------- | ----------- | ----------- | ---------- | ---------- | ---------- | ------------------------- | ------- | --------- | --------- | ---------- |
| 1950 | 42.140      | 155.969     | 27,0        | 119        | 90         | 29         | 354                       |         | 20        | 103       | 80         |
| 1966 | 40.172      | 182.009     | 22,1        | 121        | 70         | 51         | 332                       |         | 78        | 98        | 70         |
| 1970 | 34.000      | 171.300     | 19,8        | 104        | 51         | 53         | 326                       |         | 71        | 110       | 45         |
| 1976 | 36.200      | 141.000     | 25,7        | 92         | 42         | 50         | 393                       | 3       | 58        | 103       | 61         |
| 1980 | 35.637      | 178.208     | 20,0        | 86         | 37         | 49         | 414                       | 7       | 56        | 101       | 60         |
| 1990 | 35.191      | 222.780     | 15,8        | 83         | 41         | 42         | 423                       | 18      | 61        | 95        | 113        |
| 1999 | 35.605      | 211.591     | 16,8        | 69         | 42         | 27         | 516                       | 29      | 8         | 77        | 95         |
| 2000 | 36.382      | 224.077     | 16,2        | 68         | 40         | 28         | 535                       | 24      | 36        | 70        | 97         |
| 2001 | 34.477      | 222.683     | 15,5        | 71         | 43         | 28         | 485                       | 26      | 36        | 59        | 97         |
| 2002 | 30.266      | 227.211     | 13,3        | 70         | 44         | 26         | 432                       | 26      | 31        | 57        | 97         |
| 2003 | 29.940      | 227.211     | 13,2        | 67         | 40         | 27         | 446                       | 23      | 33        | 63        | 97         |
| 2004 | 29.440      | 227.211     | 13,0        | 58         | 37         | 21         | 507                       | 30      | 26        | 58        | 97         |
| 2010 | 30.700      | 239.000     | 12,8        | 51         | 37         | 14         | 601                       | 27      | 17        | 43        | 88         |
| 2014 | 31.600      | 246.200     | 12,8        | 52         | 38         | 14         | 607                       | 29      | 17        | 33        | 83         |
| 2017 | 24.240      | 252.801     | 9,6         | 52         | 36         | 16         | 466                       | 30      | 19        | 28        | 81         |
| 2020 | 24.770      | 258.000     | 9,6         | 45         | 33         | 12         | 550                       | 26      | 17        | 19        | 75         |
| 2022 | 25.000      | 259.000     | 9,7         | 42         | 30         | 12         | 595                       | 34      | 15        | 27        | 72         |
| 2023 | 23.668      | 245.000     | 9,7         | 50         | 38         | 12         | 473                       | 32      | 15        | 23        | 72         |